# Jean-Michel Frodon
Pour les articles homonymes, voir Frodon (homonymie).
Jean-Michel Frodon, de son vrai nom Jean-Michel Billard, né le 20 septembre 1953 à Paris, est un journaliste français, critique, enseignant et historien du cinéma,.

## Biographie

### Formation
Jean-Michel Frodon possède une maîtrise et un DEA d'histoire. Il travaille notamment comme éducateur de 1971 à 1981. Il est ensuite photographe de 1981 à 1985. À partir de 1983, il est journaliste et critique de cinéma à l'hebdomadaire Le Point, dont son père, Pierre Billard, lui aussi critique de cinéma, fut l'un des fondateurs et rédacteurs en chef. À partir de ce moment, il signe d'un pseudonyme emprunté au Seigneur des anneaux. Il occupe ce poste jusqu'en 1990.

### Carrière
Il prend les mêmes fonctions au quotidien Le Monde en 1990 et devient en 1995 responsable de la rubrique cinéma du quotidien. Cette même année, il publie son livre L'Âge moderne du cinéma français. Il y traite du cinéma français à partir de 1959 où il montre les liaisons entre le contexte historique, social et politique et le cinéma français. Il y met par exemple en rapport la Nouvelle Vague et la fin de la Quatrième République ou l'influence de Mai 1968 ou encore du ministère de Jack Lang sur le cinéma français. Cette approche associe une considérable masse documentaire et un point de vue personnel sur les films et leurs enjeux.
En 2003, il devient directeur de la rédaction des Cahiers du cinéma. Il occupe cette fonction jusqu'en 2009, date à laquelle il quitte ce poste consécutivement au rachat des Cahiers par l'homme d'affaires britannique Richard Schlagman, à l'époque propriétaire des éditions d'art Phaidon. Depuis septembre 2009, il tient le blog Projection publique sur slate.fr et devient en 2010 rédacteur de ce média en ligne. D'octobre 2010 à décembre 2013, il occupe le poste de rédacteur en chef du site artsciencefactory créé par la Communauté d'agglomération du plateau de Saclay, le Centre André Malraux de Sarajevo et l'association S[cube]. J.-M.Frodon est vice-président de l'association Paris-Sarajevo-Europe, créée pour accompagner le Centre André Malraux de Sarajevo.
Membre actif de l'association Pôle d'exploration des ressources urbaines (PEROU) depuis sa création, il en est le président depuis juin 2022.
En 2014, il est nommé vice-président de la Commission d'aide aux cinémas du monde qui dépend du CNC et de l'Institut français.
Il est membre du conseil éditorial et collaborateur régulier de la revue espagnole Caiman, Cuadernos de Cine, membre du comité éditorial de la revue américaine Cineaste et de la revue sud-coréenne Filo, et collabore à l'occasion à de nombreuses revues de cinéma dont, en France, La Septième Obsession,. Il écrit fréquemment pour le quotidien en ligne AOC, et collabore régulièrement à l'émission Affinités culturelles sur France Culture.
Il est notamment auteur ou responsable d'ouvrages sur l'histoire du cinéma français, le cinéma et la Shoah, le numérique, et sur les cinéastes Woody Allen, Hou Hsiao-hsien, Robert Bresson ou, Chris Marker, ainsi que sur Gilles Deleuze dans ses relations avec le cinéma.
J.-M. Frodon est directeur artistique du film collectif Les Ponts de Sarajevo en 2014.
En décembre 2022, il coorganise et anime avec l'historien du climat Grégory Quenet la première édition du festival Manières d'habiter la terre au Collège des Bernardins à Paris. 
Il intervient également régulièrement en milieu universitaire. Parmi ses diverses interventions, de 2012 à 2017, il est Professorial Fellow à l'université de St Andrews (Écosse), puis professeur honoraire. De 2012 à 2014, il est enseignant à la FilmFactory créé par Bela Tarr à Sarajevo. En 2017, il devient membre du conseil scientifique de La Femis.
Il est responsable ou coorganisateur de plusieurs manifestations, notamment en avril-juin 2018, il est co-commissaire de la programmation Amir Naderi et la modernité du cinéma iranien, aux côtés d'Agnès Devictor, au Centre Georges Pompidou ; en mai-juillet 2018 : co-commissaire de l'exposition Chris Marker, les 7 vies d'un cinéaste à la Cinémathèque française ; ou encore, en octobre 2020-mars 2021, il est le co-auteur, avec Rasha Salti, de l'installation Multispecies Cinematic Encounters pour l'exposition You and I Don't Live on the Same Planet conçue par Bruno Latour pour la Biennale de Taipei. Cette installation est ensuite reprise au Centre Pompidou Metz à l'occasion de la reprise de l'ensemble de l'exposition en septembre 2021. Il est le programmateur au Musée du Jeu de paume de la rétrospective du Sensory Ethnography Lab "Une écoute du monde: le cinéma de Verena Paravel et Lucien Castaing Taylor",. 
Il est le créateur et l'animateur de l’association l’Exception, groupe de réflexion sur le cinéma actif de 2001 à 2004 (auquel participent notamment Olivier Assayas, Claire Denis ou Emmanuel Ethis). Le premier ouvrage paru dans ce cadre, Le Banquet imaginaire, est publié par Gallimard en décembre 2002. Le deuxième livre, Voir ensemble, coordonné par Marie-José Mondzain autour d'une conférence de Jean-Toussaint Desanti, est paru durant l’été 2003. Le troisième ouvrage, le Cinéma sans la télévision – le Banquet imaginaire 2 est paru en mai 2004.

## Publications

### Ouvrages
- Jean de Florette : la folle aventure du film (avec Jean-Claude Loiseau), Herscher, 1986
- L'Âge moderne du cinéma français, Flammarion, 1995

prix René-Clair 1995 (médaille de vermeil)
- Le cinéma vers son deuxième siècle (codir. avec Marc Nicolas et Serge Toubiana), Le Monde Éditions, 1995
- La projection nationale, Éditions Odile Jacob, 1998
- L'œil critique (codir avec Jérôme Bourdon), INA/De Boeck, 2000
- Conversation avec Woody Allen, Plon), 2000
- Le banquet imaginaire, Éditions Gallimard, 2002
- Voir ensemble, Gallimard, 2003
- Le cinéma sans la télévision : Le banquet imaginaire 2, Gallimard, 2004
- Print the Legend : cinéma et journalisme (codir.), Cahiers du cinéma, 2004
- Au sud du cinéma (dir.), Cahiers du cinéma, 2004
- Hou Hsiao-hsien (dir.), Cahiers du cinéma, 1999 ; édition augmentée 2005
- Horizon cinéma, Cahiers du cinéma, coll. « XXIe siècle », 2006)
- Le cinéma chinois, Cahiers du cinéma, CNDP, coll. « Les Petits cahiers », 2006)
- Les Anges du péché de Robert Bresson (préface), Gallimard. 2007
- Vérité fictive et réalité digitale, Perspectives chinoises 2007/3
- Le cinéma et la Shoah : un art à l'épreuve de la tragédie du 20e siècle (dir.), Cahiers du cinéma, coll. « Essais », 2007
- Gilles Deleuze et les images (codir. avec François Dosse), Cahiers du cinéma, coll. « Essais », 2008
- Robert Bresson, Cahiers du cinéma, coll. « Grands cinéastes », 2008
- La critique de cinéma, Cahiers du cinéma, CNDP, coll. « Les Petits cahiers », 2008
- Genèses (avec Amos Gitaï et Marie-José Sanselme), Éditions Gallimard, 2009
- Le cinéma d'Edward Yang, Éditions de l'Éclat, 2010[20]
- Green: regards photographiques, (avec Marika Green), Éditions Marika Green, 2010
- Le cinéma français, de la Nouvelle Vague à nos jours, Paris, Cahiers du cinéma, 2010, 2e éd.
- Assayas par Assayas (avec Olivier Assayas), Paris, Stock, 2014
- L'art du cinéma, Paris, Citadelles & Mazenod, 2014
- Il était une fois le cinéma, Paris, Gallimard Jeunesse, 2014
- O mondo de Jia Zhang-ke, Sao Paulo, Cosac Naify, 2014
- Que fait le cinéma?, Paris, Riveneuve, 2015
- Cinemas of Paris (co-dir. avec Dina Iordanova), Saint Andrews, Saint Andrews Film Studies, 2016
- Le monde de Jia Zhang-ke, Crisnée, Yellow Now, 2016
- Jafar Panahi: images/nuages (avec Clément Chéroux), Paris, co-édition Centre Pompidou - Éditions Filigranes, 2016
- New York mis en scènes, Espaces&Signes, 2016
- Cinémas de Paris (co-direction avec Dina Iordanova), CNRS Éditions, 2017
- Treize Ozu, 1949-1962, 202 éditions, 2019  (ISBN 978-2-9551727-8-0).
- Amos Gitai et l'enjeu des archives. Editions Sébastien Moreu/Collège de France, 2021
- Abbas Kiarostami, l'œuvre ouverte (avec Agnès Devictor), Gallimard, 2021
- Le Cinéma à l'épreuve du divers. Politiques du regard[21]. CNRS Editions. 2021
- Le Quartier latin mis en scènes[22], Espaces&Signes. 2022
- Festival de Cannes, au milieu du cinéma, AOC. 2022

### Articles
- Articles sur Cairn: https://www.cairn.info/publications-de-Jean-Michel-Frodon--64598.htm
- Articles listés sur Ciné-ressources: http://www.cineressources.net/articles_periodiques/resultat_p/index.php?pk=34204&param=A&textfield=Jean&rech_type=E&rech_mode=contient&pageF=2&pageP=73&type=PNP&pk_recherche=34204
- Avec Adam Lowe, « Auras migratoires », Perspective, 1 | 2022, 73-92 [mis en ligne le 15 décembre 2022, consulté le 20 juin 2022. URL : http://journals.openedition.org/perspective/26733 ; DOI : https://doi.org/10.4000/perspective.26733].

## Distinctions
- Prix René-Clair 1995 pour L'Âge moderne du cinéma français[23]